# Amphigerontia
Amphigerontia (лат.) — род сеноедов из семейства древесных вшей (собственно сеноедов).

## Описание
Волоски на темени обычные. Парамеры пениса дистально свободные, не срастаются с боковыми долями гипандрия. Склерит генитальной пластинки самки с переднемедиальным выростом.

## Систематика
В составе рода:
- Amphigerontia alticola
- Amphigerontia anchonae
- Amphigerontia bifasciata
- Amphigerontia birabeni
- Amphigerontia boliviana
- Amphigerontia contaminata
- Amphigerontia diffusa
- Amphigerontia feai
- Amphigerontia guiyangica
- Amphigerontia hyalina
- Amphigerontia incerta
- Amphigerontia infernicola
- Amphigerontia intermedia
- Amphigerontia jezoensis
- Amphigerontia lata
- Amphigerontia lhasana
- Amphigerontia limpida
- Amphigerontia minutissima
- Amphigerontia montivaga
- Amphigerontia nadleri
- Amphigerontia namiana
- Amphigerontia nervosa
- Amphigerontia petiolata
- Amphigerontia shanxiensis
- Amphigerontia sicyoides
- Amphigerontia tincta
- Amphigerontia titschacki
- Amphigerontia umbrata
- Amphigerontia unacrodonta
- Amphigerontia voeltzkowi